# Гімалчулі
Гімалчулі — вершина в Гімалаях в Непалі висотою 7893 м, розташована на південь від Манаслу. Гімалчулі має три піки: Східний (7893 м), Західний (7540 м), а також Північний (7371 м). Гімалчулі займає 18-те місце в списку найвищих гір світу.
Перше сходження на вершину здійснили в 1960 р. Хісаші Танабе (Hisashi Tanabe) i Масахіро Харада (Masahiro Harada). Північний пік вперше підкорила в 1985 р. корейська експедиція.

## Історія сходжень на Гімалчулі
Дослідження піку проводилися в 1950 і 1954 роках, перша спроба сходження в 1955 році була невдалою, а наступна спроба, зроблена в 1957 році Англо-Кенійською експедицією, очолюваною Артуром Фермін, по північному схилу, було перервано через нещасний випадок, що стався з самим Ферміна, який помер під час переїзду в Покхару.
За нею почалася масована атака, розпочата в 1959 році (після розвідки 1958 р.) по північно-східному схилу японської експедицією під керівництвом Й. Муракі. Ця спроба була невдалою, як і попередня, через смерть одного з шерпів в Таборі II. Японські альпіністи намагалися пройти по північно-східному схилу з фантастично крутою 1000-метровою льодовою стіною.
Перше сходження було здійснено в 1960 році Хісаши Танабе і Масахіро Харада (команда університету Кейо під керівництвом Джиро Йамада) з Японії. Маршрут пролягав по «серповидному хребту» з південно-західного боку. Вони першими здійснили сходження з вищезгаданої сідловини між Західним і Головним піками, де розмістили останній із шести таборів. Це сходження в певній мірі було незвичайним для піків нижчих 8000 м, так як використовувався балонний кисень.
З 1960 року жодна експедиція (за винятком маленької голландської групи, яка у 1971 році зійшла на пік Рані над табором III експедиції 1959 р.) не атакувати цю гору, аж до передмусонної спроби в 1974 році італійської групи (під керівництвом Аннібала Бонічеллі) зійти за маршрутом японців. Ця спроба була перервана падінням сходжувача Маріо Дотті.
Варто також згадати експедицію 1978 року під керівництвом Джона Клірі. Вона досягла висоти 6390 м по північно-східному  гребеню.
Гімалайський покажчик містить відомості ще про п'ять сходжень на цей пік, а також десять невдалих спроб. Сходження здійснювалися різними маршрутами по південній, південно-західній сторонах гори.
Друге сходження було здійснено в 1978 році двома членами іншої японської команди. Вони здійснили перше сходження по південно-західному схилу від Дордой Кхола. Вони також першими зійшли на Західну вершину зі сходу.
Північна вершина вперше був підкорена в 1985 році Корейською експедицією по північному схилу.
19 травня 2007 р. національна гімалайська експедиція «Україна — Гімал 2007» досягла вершини Гімалчулі по новому маршруту — по проблемній північно-східній стіні.
О 10.00 ранку команда у складі: Сергій Пугачов — капітан, Андрій Кийко, Максим Перевалов, Сергій Бублик, Володимир Рожко, Юрій Кіліченко — зійшла на вершину цієї красивої гори.
Тренери команди:
Керівник експедиції — Симоненко Валентин Костянтинович — заслужений тренер України, МС; ст. тр. — Горбенко Мстислав Мстиславович — ЗМС, інстр.-мет. II кат.; тр. Загірняк Михайло Васильович — МС, інстр. — мет. I кат.
Вихід на маршрут — 7 травня 2007 р.; вершина — 19 травня 2007 р.; повернення до БЛ — 22 травня 2007 р.